# Stationsplein (Arnhem)

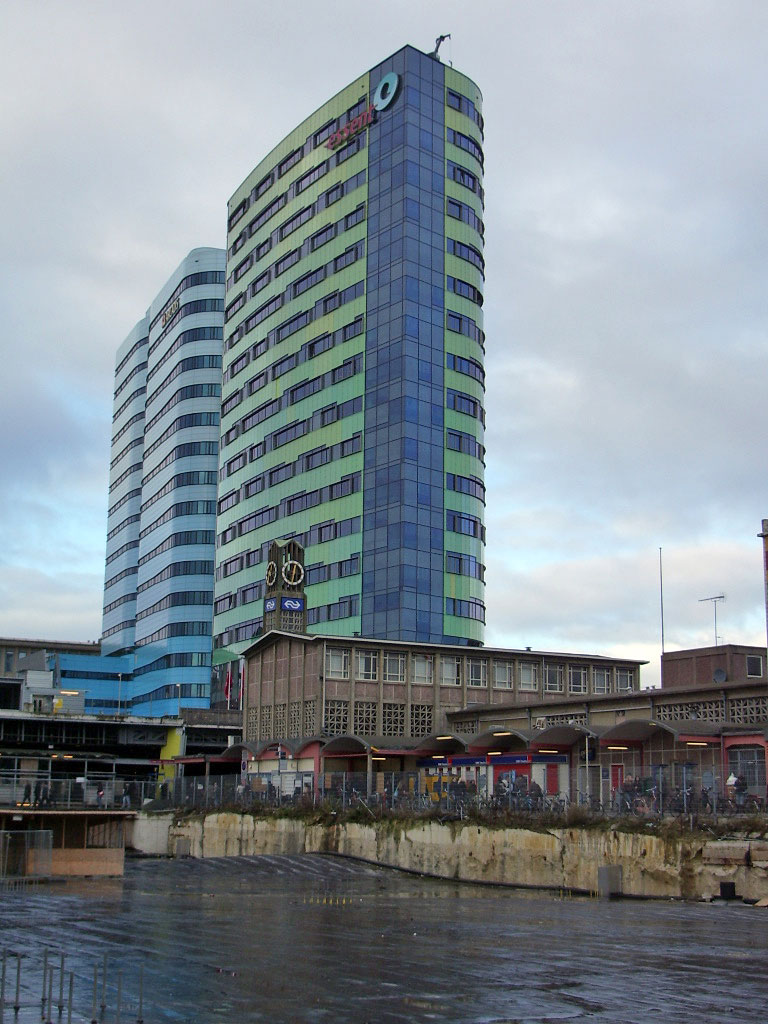
Stationsplein begin 2000.

Het Stationsplein is het plein voor station Arnhem Centraal. Het plein ligt in de noordwesthoek van de binnenstad. Aan het plein zijn meerdere horecazaken gevestigd en een hotel van Best Western. Verder is er aan de Oude Stationsstraat aan de oostzijde van het plein een bioscoop van Pathé.

## Geschiedenis
Het Arnhemse stationsplein kent een turbulente geschiedenis. Tijdens de Slag om Arnhem werden delen van het plein ernstig beschadigd. Na de oorlog werd het plein weer opgebouwd. Vanaf eind jaren tachtig leefde het idee om het station van Arnhem te vervangen door een nieuw, groter station. Sinds 2000 werd er gebouwd aan een nieuw Openbaar vervoer-knooppunt, waardoor het Stationsplein was veranderd in een bouwput. Het oude stationsgebouw werd in 2007 vervangen door een tijdelijk onderkomen op ongeveer 200 meter ten oosten van het oude station. In 2015 werd het nieuwe station in gebruik genomen. Bij de officiële opening van het vernieuwde station werd de naam veranderd van station Arnhem naar station Arnhem Centraal.

### Huidige situatie
Na de oplevering van Arnhem Centraal wordt er verder hard gewerkt aan het heropbouwen en inrichten van het Arnhemse stationsgebied. Zo wordt de Oude Stationsstraat aan de zuidkant van de straat volgebouwd met appartementen, winkels, horecagelegenheden en een hotel van de Europese hotelketen Ibis. In 2020 moet het project gerealiseerd zijn. Aan de Nieuwe Stationsstraat, tussen de Park- en Rijntoren en de bioscoop, komen nog twee kantoor/woontorens. Het is bedoeling dat de torens begin 2022 klaar zijn.

## Hoogteverschillen
Het stationsgebied van Arnhem ligt in een glooiend landschap op de overgang van de Hoge Veluwe naar de lager gelegen Betuwe. Op het Stationsplein zijn de hoogteverschillen zichtbaar. De hoogteverschillen worden door roestvrijstalen cijfers op diverse stoeptegels gemarkeerd. De cijfers geven de hoogtes aan.

## Verkeer en vervoer
Het Stationsplein behoort tot de drukste pleinen van Arnhem. Duizenden voetgangers op weg tussen het Centraal Station en de binnenstad passeren dagelijks het plein. Voorts is het Stationsplein het belangrijkste knooppunt van de Arnhemse trolley en streekbussen. Vanaf het streekbusstation onder het Centraal Station vertrekken de reguliere streekbussen naar plaatsen in de omgeving. Op het Stationsplein aan de oostzijde vertrekken de stadsbussen naar de verschillende wijken van de stad. Onder het plein ligt ook een grote parkeergarage die plaats biedt aan 1050 wagens.

## Fotogalerij

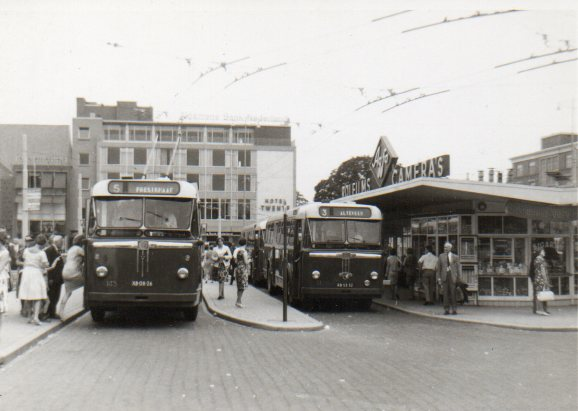
Stationsplein in 1965.
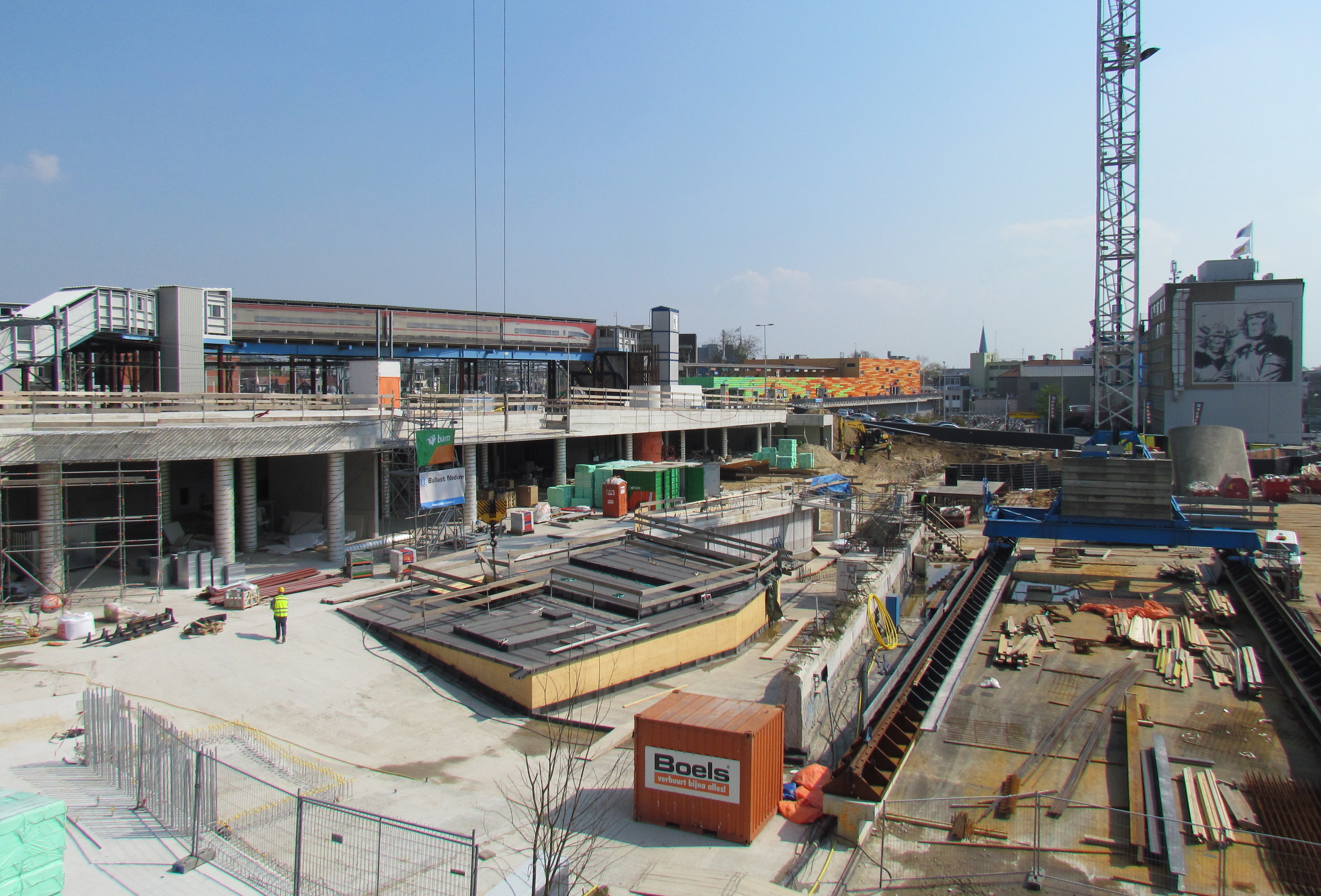
Stationsplein in 2011.
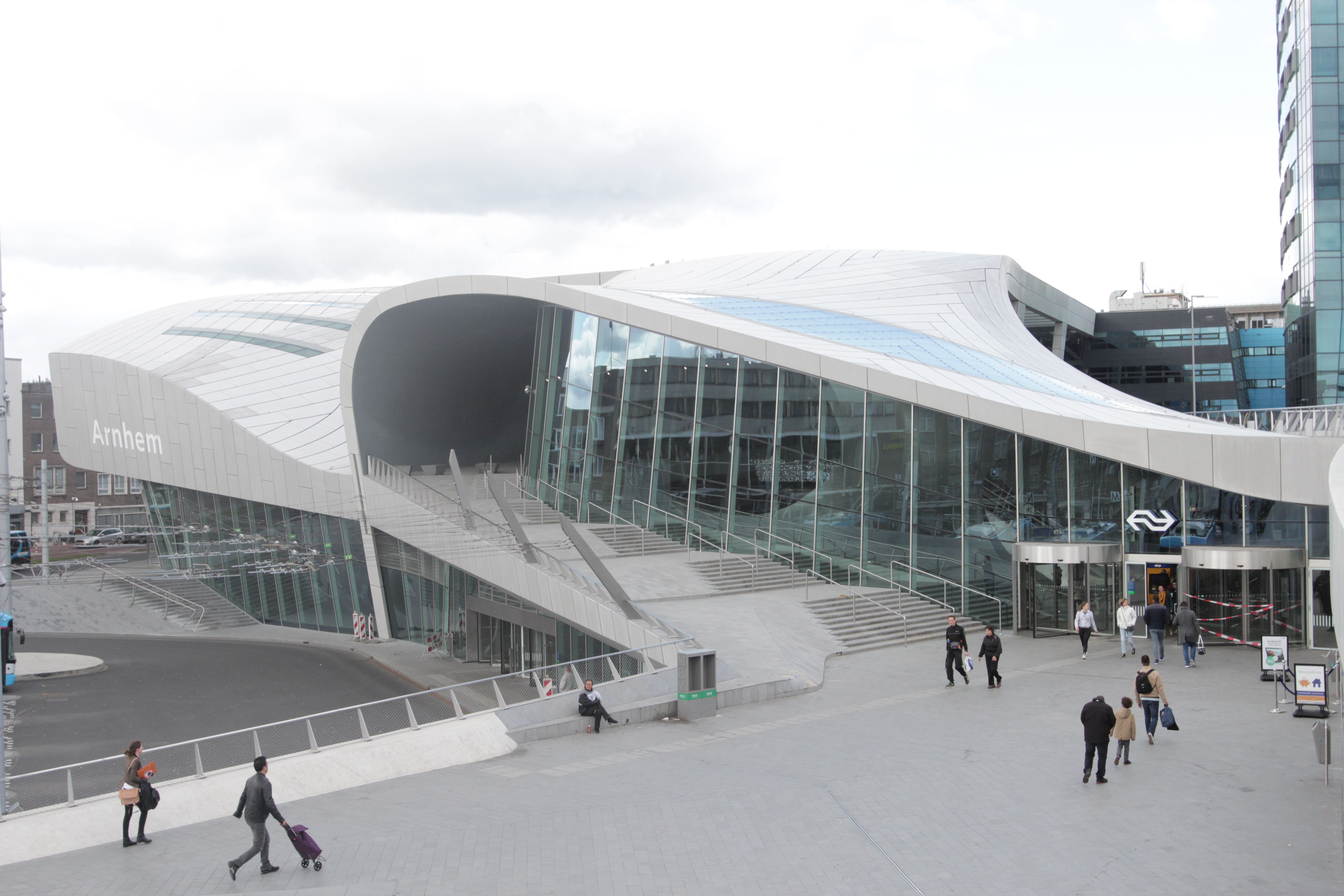
Stationsplein in 2017.
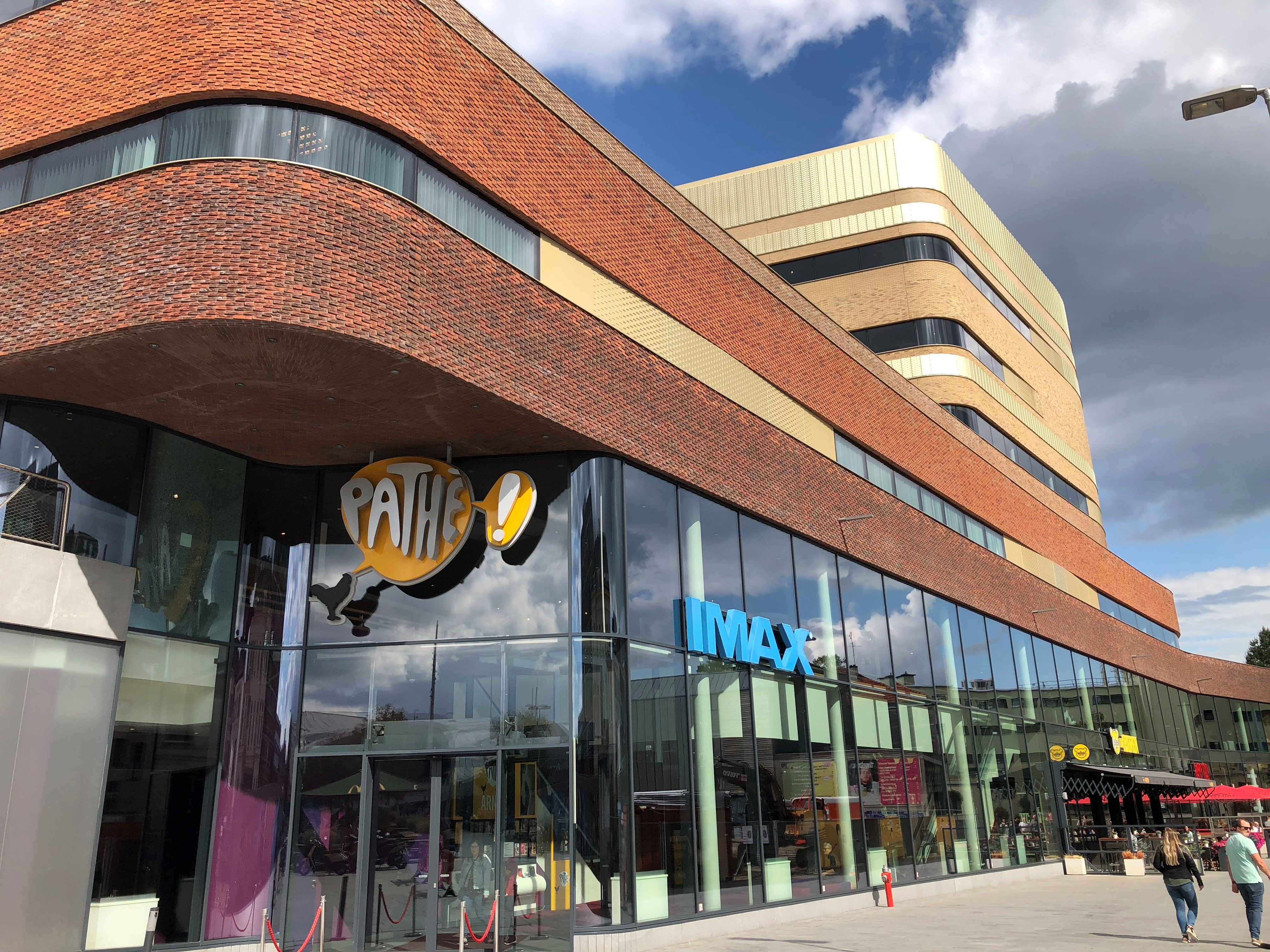
Op het plein werd in 2015 een bioscoop geopend.
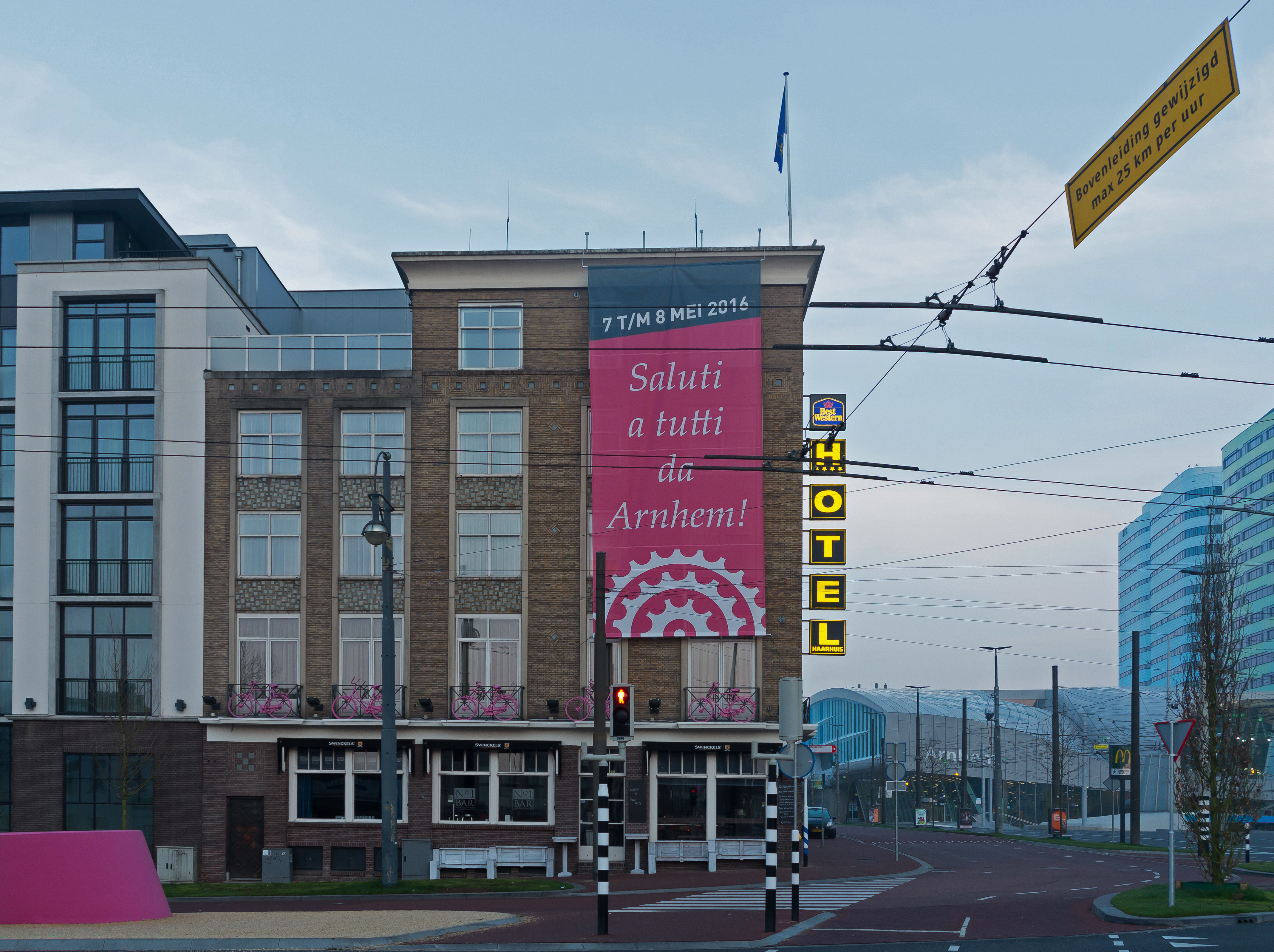
Hotel Haarhuis met rechts het Stationsplein.
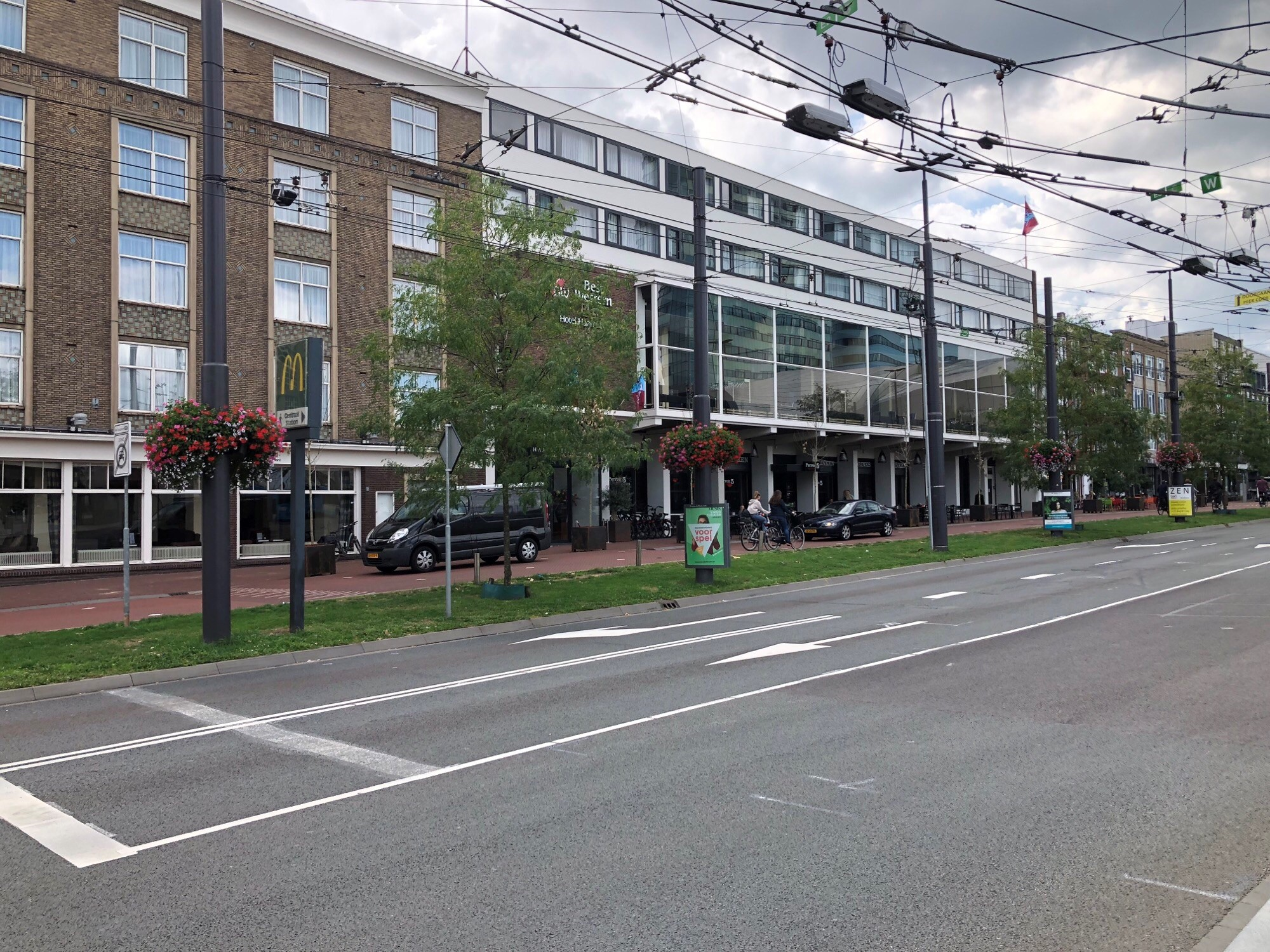
Hotel Haarhuis
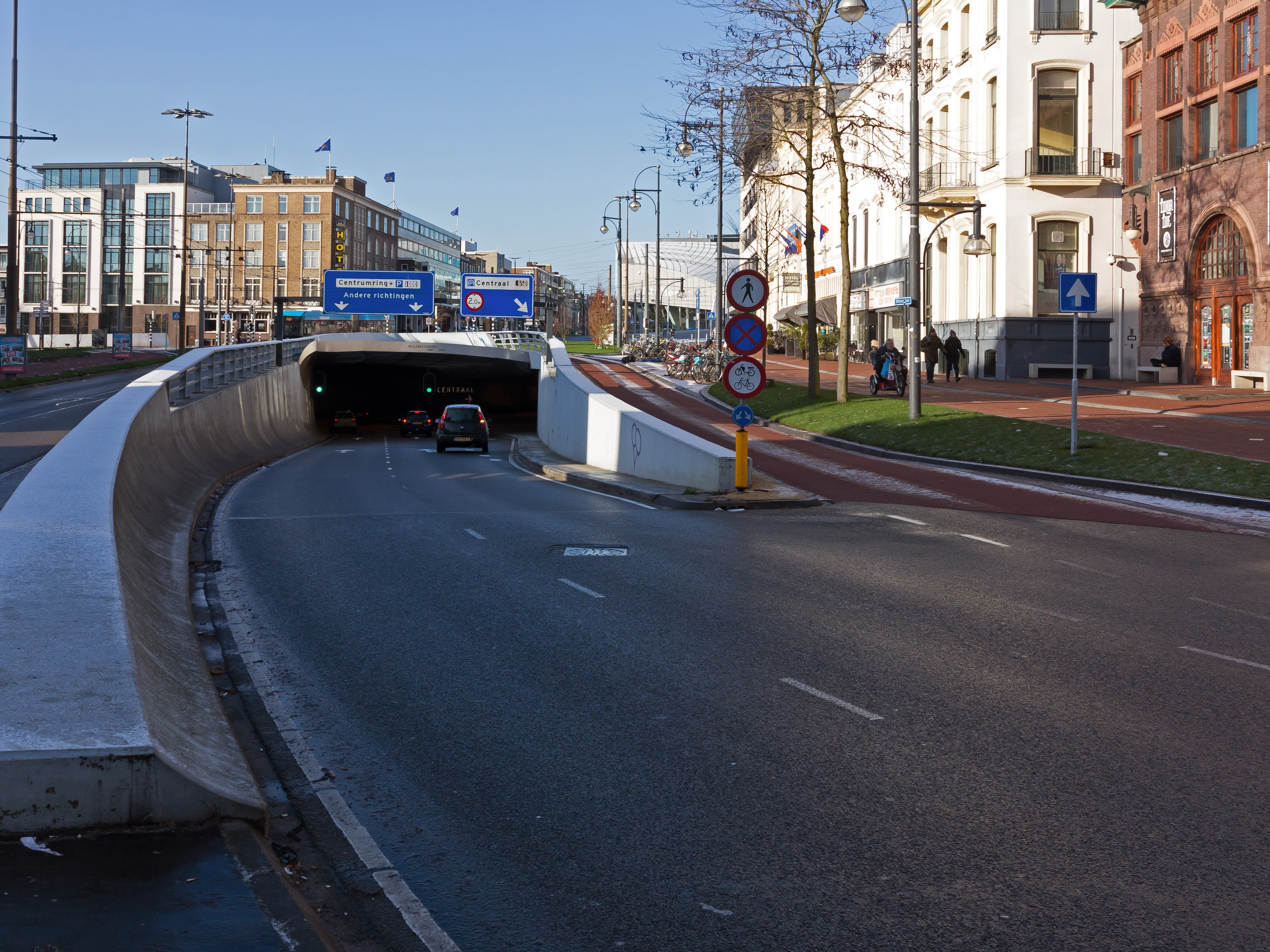
Ingang parkeergarage (kant Willemsplein).
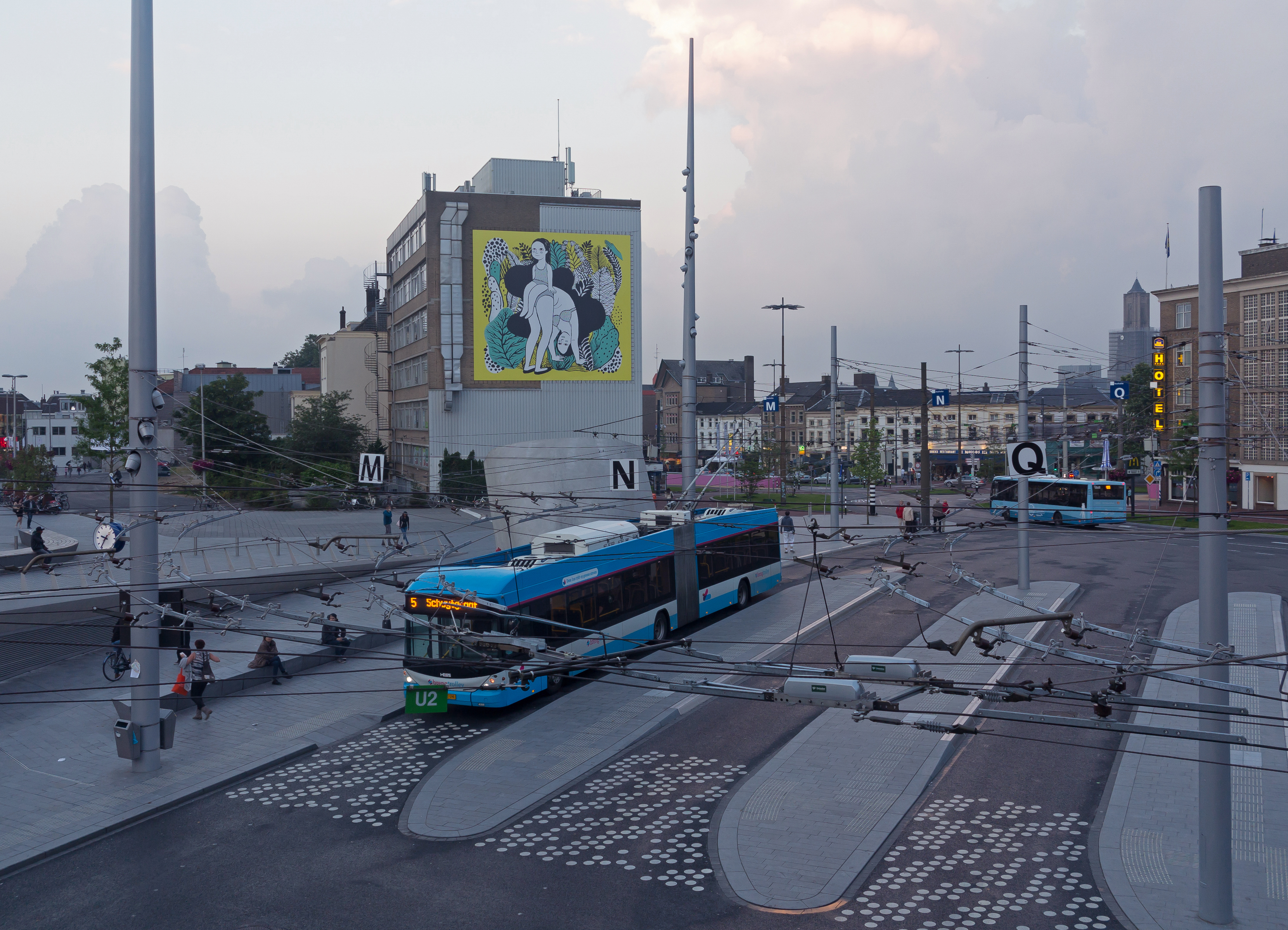
Het bussenplein voor het Arnhemse Centraal Station.
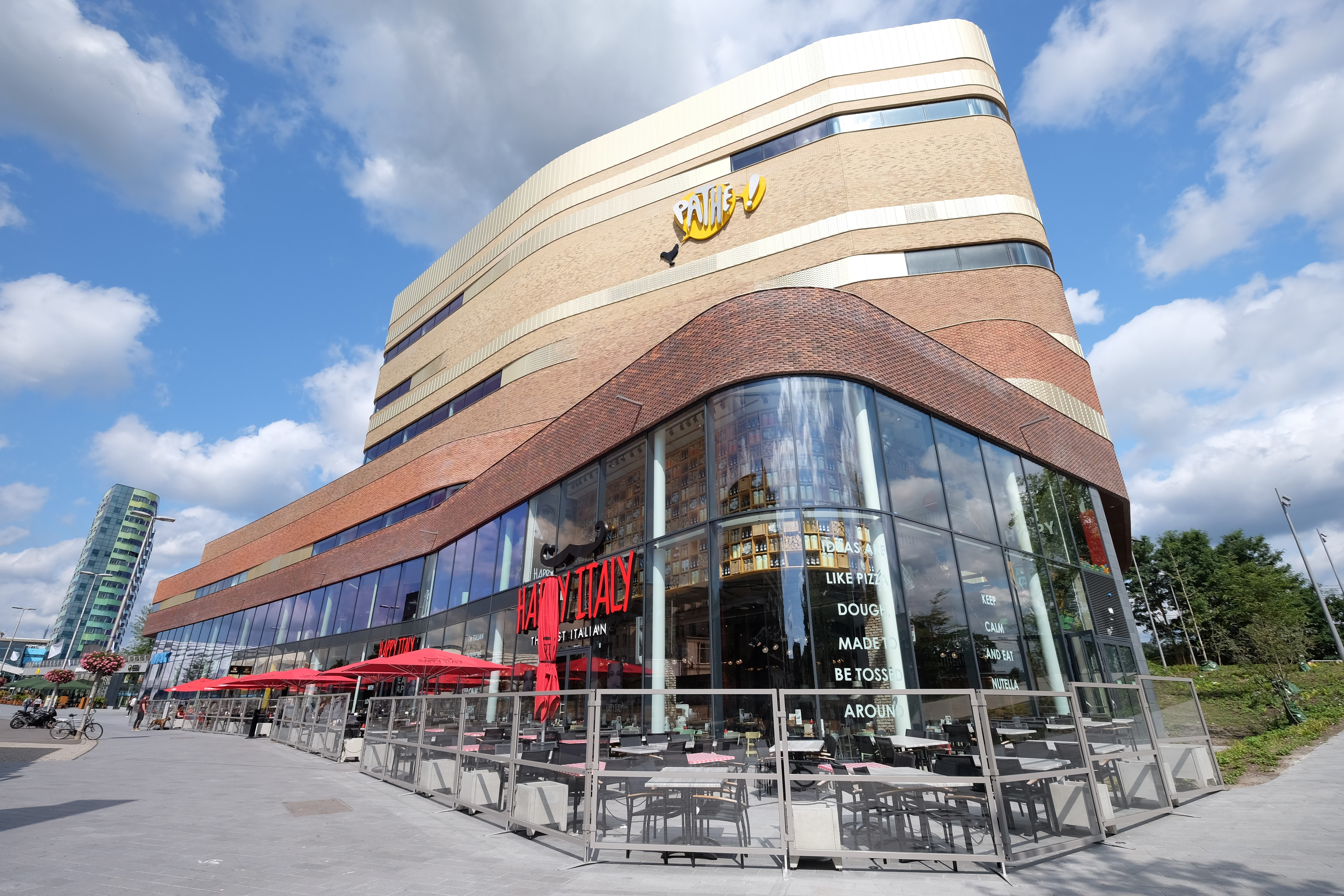
Nieuwe Stationsstraat in 2018.
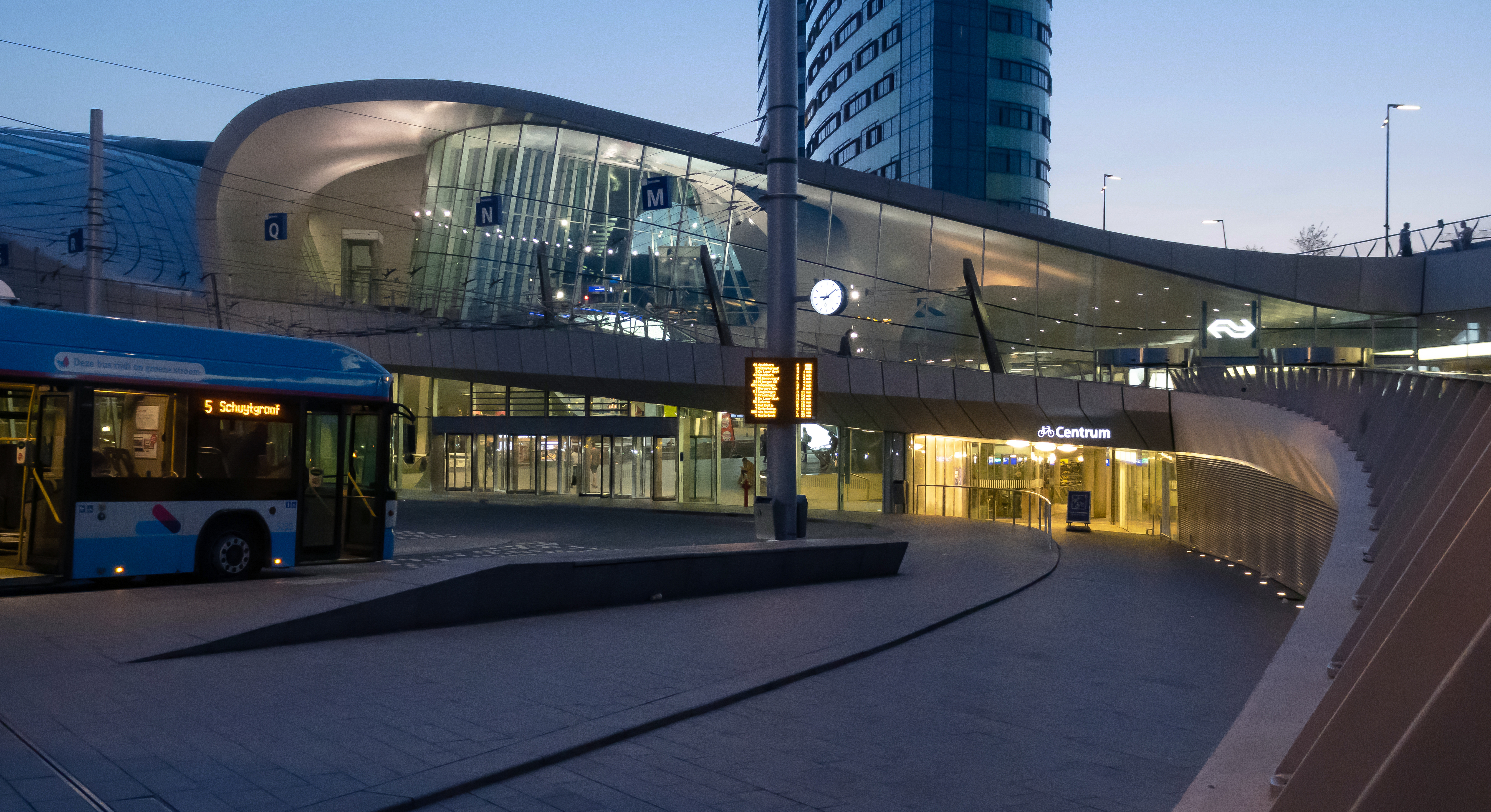
Stationsplein in de avondschemering
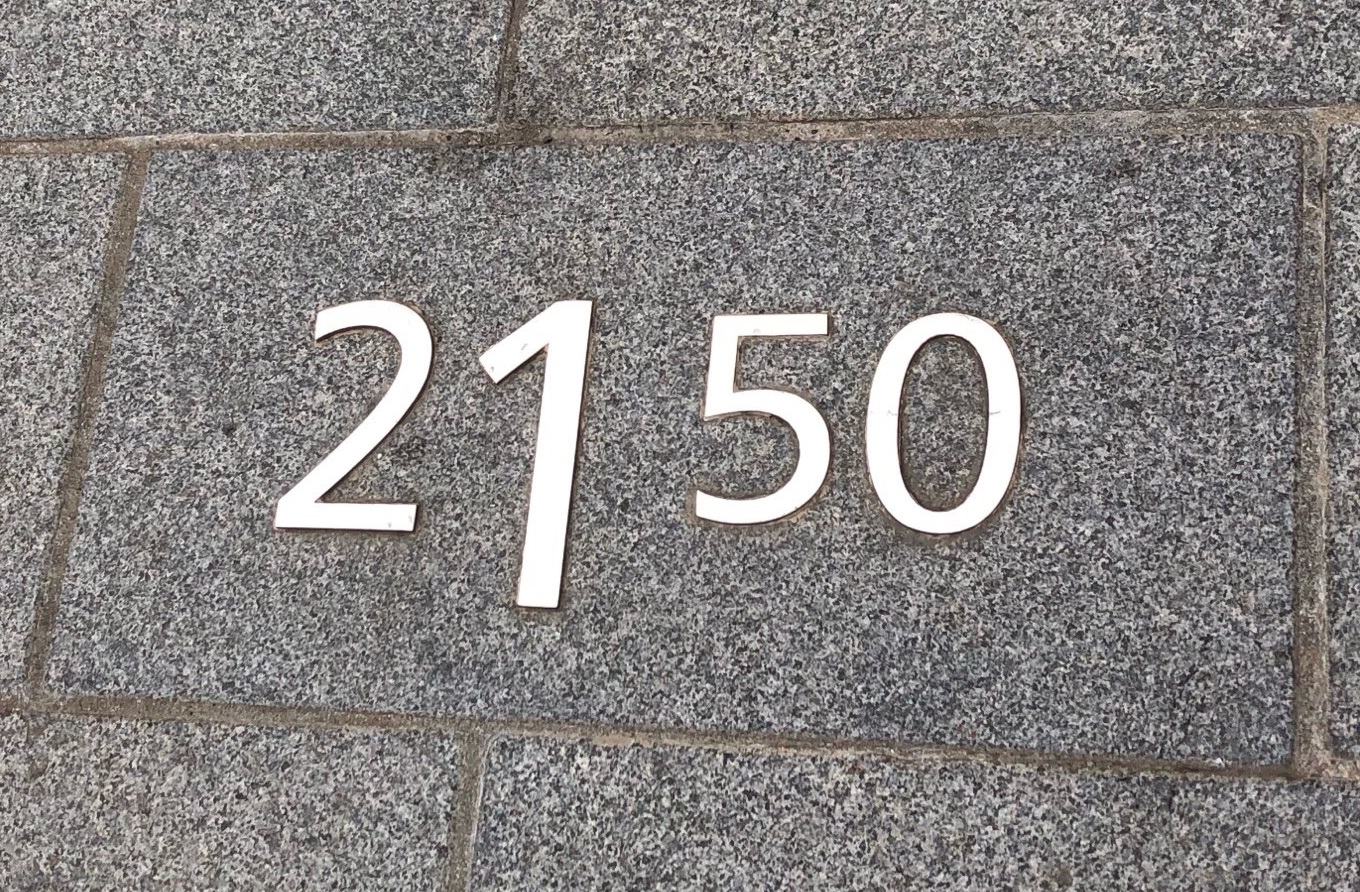
Roestvaststalen cijfers op diverse stoeptegels.